# 黄蛞蝓
黄蛞蝓（学名：Limax flavus）为蛞蝓科蛞蝓属的动物。分布于英国、法国、德国、意大利、瑞士、瑞典、荷兰、俄罗斯、日本以及美洲、澳大利亚、北非、东南亚等地区以及中国大陆的上海、江苏、浙江、湖南、广西、广东、云南、四川、贵州、河南、新疆、黑龙江、北京等地，生活环境为陆地，多生活于阴暗潮湿的温室、菜窖、住宅附近、农田等多腐殖的石块落叶下、草丛中以及下水道旁。